# Smelowskia annua
Smelowskia annua là một loài thực vật có hoa trong họ Cải. Loài này được Rupr. miêu tả khoa học đầu tiên năm 1869.